# Aleksandr Brykow
Aleksandr Pietrowicz Brykow (ros. Алекса́ндр Петро́вич Брыков, ur. 1889 w Moskwie, zm. 30 października 1937) – radziecki polityk i działacz partyjny.

## Życiorys
Miał wykształcenie podstawowe, od 1917 członek SDPRR(b), 1917 członek Prezydium Sekcji Żołnierskiej Rady Moskiewskiej. Od 1919 kolejno nadzwyczajny pełnomocnik Rady Pracy i Obrony RFSRR, zastępca przewodniczącego Syberyjskiego Komitetu Rewolucyjnego i członek Syberyjskiego Biura KC RKP(b). Od 25 kwietnia 1923 do 23 maja 1924 członek Centralnej Komisji Kontrolnej RKP(b), od 1924 zastępca przewodniczącego Najwyższej Rady Gospodarki Narodowej RFSRR, od czerwca 1929 do 13 sierpnia 1932 przewodniczący Komitetu Wykonawczego Środkowowołżańskiej Rady Krajowej, od 13 lipca 1930 do 26 stycznia 1934 członek Centralnej Komisji Rewizyjnej WKP(b), później szef Głównego Zarządu Budowlanego Gławliesstroja Ludowego Komisariatu Przemysłu Leśnego ZSRR.
2 lipca 1937 aresztowany, 29 października 1937 skazany na śmierć przez Wojskowe Kolegium Sądu Najwyższego ZSRR "za przynależność do antysowieckiej organizacji terrorystycznej" i następnego dnia rozstrzelany. 21 lipca 1956 pośmiertnie zrehabilitowany.